# Kuling

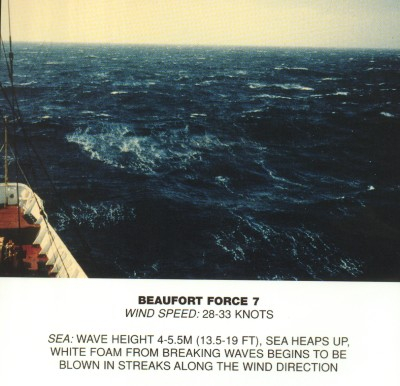
Styv kuling till havs

Kuling, kultje eller hård vind är vind med hastighet från 10,8 eller 13,9 till 20,7 eller 24,4 meter i sekunden, det vill säga från 6 eller 7 till 8 eller 9 beaufort. På sjön talar man vanligen om kuling eller (ofta tidigare) kultje, medan man på land talar om hård vind.

## Vindstyrkor
På skalan över vindstyrka ligger kuling mellan styv bris (6 beaufort) och halv storm eller storm (9 eller 10 beaufort).
Kuling kan graderas:
- styv kuling (7 Bf, 13,9–17,1 m/s),
- hård kuling (8 Bf, 17,2–20,7 m/s) och
- halv storm  (9 Bf, 20,8–24,4 m/s, kallad kuling av SMHI sedan 1976[1]).

I Sverige och Finland utfärdas kulingvarning eller varning för hård vind när vindstyrkor på 13,9–20,7 meter i sekunden (7–8 beaufort) förväntas.
Styv kuling på land beskrivs: "Hela träd börjar svaja. Man går ej obehindrat mot vinden", till sjöss förde man dubbelrevade märssegel (enligt Sir Francis Beaufort, med fullriggade örlogsfartyg) och den moderna beskrivningen är "sjön tornar upp sig och bryter, skummet läggs i strimmor i vindriktningen".

### Kultje
Ordet kultje är en försvenskning av holländska koeltje, där koel betyder sval, kylig.
SMHI övergick 1956 från kultje till kuling, för att ligga närmare termerna i svenskans grannspråk. Tidigare under 1900-talet kunde olika benämningar med kultje användas även för det som idag benämns som olika typer av bris. Detta gällde främst laber (4 Bf, 6–8 m/s, numera: frisk bris), god (5 Bf, 8–10 m/s, styv bris) och frisk (6 Bf, 10–12 m/s, hård bris) kultje.